# Eléonore Fourniau
Eléonore Fourniau  (* 1987 in Paris) ist eine französische Sängerin, Musikerin und Mitglied des Trios Samaïa.

## Leben
Eléonore Fourniaus Eltern betrieben Studien zu Zentralasien und lebten in den 1980er-Jahren in der Türkei. Ihr 11. bis 14. Lebensjahr verbrachte sie in Taschkent, Usbekistan; sie lernte in ihrer Kindheit und Jugend klassisches Klavier. An der École normale supérieure de Lyon studierte sie Russisch und Geschichte.
2010, im Alter von 23 Jahren, zog Fourniau nach Istanbul, um Saz und türkische Volksmusik zu erlernen. An der İstanbul Teknik Üniversitesi war sie als Gaststudentin für das Fach Geschichte eingeschrieben. Zudem besuchte sie zwei Jahre lang den Erdal-Erzincan-Musikkurs. Ihren Lebensunterhalt verdiente Fourniau durch das Erteilen von Klavierunterricht, während sie selbst das Spielen östlicher Instrumente erlernte.
Am Konservatorium von Istanbul kam sie mit kurdischen Musikern in Kontakt, mit denen sie die Gruppe Esman gründete.
In den folgenden Jahren beschäftigte sie sich intensiv mit der Musik anatolischer Völker. Ihr Repertoire umfasst u. a. kurdische, türkische, armenische, georgische und lasische Volkslieder.
Mit den Musikerinnen Luna Silva und Noémie Naël gründete Eléonore Fourniau das Trio Samaïa, benannt nach einem traditionellen georgischen Tanz. Die drei Musikerinnen arrangieren und singen Lieder auf zahlreichen Sprachen, neben den oben genannten z. B. auch auf Schwedisch, Spanisch, Ladino und Bulgarisch.
Musiker wie Erdal Erzincan, Merdal Erzincan, Mikail Aslan, Birol Topaloğlu, Keyvan Chemirani, Gülseven Medar, Denbêj Xalide und Petra Nachtmanova traten mit ihr auf.
2019 trug sie in Montreal mit kurdischen Musikern aus dem iranischen Teil Kurdistans (Rojhilat) Lieder in den Dialekten Kurmandschi und Sorani vor. Mit ebendiesen Musikern trat Fourniau beim World Sacred Spirit Festival in Indien auf.
Eléonore Fourniau konzertierte bereits in Frankreich, Deutschland, Belgien, der Schweiz, Schweden, Finnland, Spanien, der Türkei, Marokko, Indien, Kirgisistan, Kanada und Australien.

## Diskographie

### Alben
- Neynik (mirror)

## Belege
1. ↑  deutschlandfunk.de: Tanzende Stimmen - Das Trio Samaia aus Frankreich. Abgerufen am 7. Mai 2023.
2. ↑  Anatolian music workshop. Archiviert vom Original (nicht mehr online verfügbar) am 7. Mai 2023; abgerufen am 7. Mai 2023 (kanadisches Englisch).  Info: Der Archivlink wurde automatisch eingesetzt und noch nicht geprüft. Bitte prüfe Original- und Archivlink gemäß Anleitung und entferne dann diesen Hinweis.
3. ↑  Selahattin Sevi: Von der großen Vielfalt der Musik. In: Sinfonie. 26. Dezember 2020, abgerufen am 7. Mai 2023 (deutsch).
4. ↑  Trio Samaïa. Abgerufen am 7. Mai 2023 (französisch).
5. ↑  Eléonore Fourniau & Petra Nachtmanova. In: renk. 26. September 2019, abgerufen am 7. Mai 2023.
6. ↑  Selahattin Sevi: Von der großen Vielfalt der Musik. In: Sinfonie. 26. Dezember 2020, abgerufen am 7. Mai 2023 (deutsch).
7. ↑  Anatolian music workshop. Archiviert vom Original (nicht mehr online verfügbar) am 7. Mai 2023; abgerufen am 7. Mai 2023 (kanadisches Englisch).  Info: Der Archivlink wurde automatisch eingesetzt und noch nicht geprüft. Bitte prüfe Original- und Archivlink gemäß Anleitung und entferne dann diesen Hinweis.

| Personendaten    | Personendaten                                                  |
| ---------------- | -------------------------------------------------------------- |
| NAME             | Fourniau, Eléonore                                             |
| KURZBESCHREIBUNG | französische Sängerin, Musikerin und Mitglied des Trios Samaïa |
| GEBURTSDATUM     | 1987                                                           |
| GEBURTSORT       | Paris, Frankreich                                              |